# Философия языка
Филосо́фия языка́ — исследовательская область философии, выявляющая основополагающую роль языка и речи в познании и структурах сознания и знания.
Философия языка — одно из центральных направлений исследований в современной западной философии, в центре внимания которого представление о языке как ключе к пониманию мышления и знания. Предшественниками философско-лингвистического направления[уточнить] были Аристотель (трактат «Категории» и «Об истолковании »), И. Кант (разработка категорий рассудка), Ж. Ж. Руссо (идеи о происхождении письменности), Дж. Милль (вклад в теорию референции), В. Гумбольдт и другие.
Переход от философской классики к периоду философии языка связан с изменением объекта исследования: на место «идей» приходят лингвистические сущности — предложения и термины. Познающий субъект зачастую сдвигается на периферию познавательного процесса или вообще устраняется, и дискурс начинает рассматриваться как автономный.
В то же время так называемый «лингвистический поворот» характерен для чрезвычайно широкого спектра современных линий развития философии, в него попадают феноменология и герменевтика, структурализм и постструктурализм. Современная философия считает в принципе проблематичным отвлекаться от языкового аспекта философских проблем. Начиная со второй половины XX века, все основные разделы философии испытывают как минимум стилистическое влияние философско-лингвистических ходов мысли.
Таким образом, философия языка — это не просто отдельно взятое направление философских исследований (хотя возможны и более узкие определения, отождествляющие философию языка только с аналитической философией), но и особый стиль философского мышления, который связан с преимущественным интересом к вопросам о способах построения теорий и с изучением принципов упорядоченности средств выражения знаний.

## История
Термин «философия языка» в разное время предлагали: Павел Игнатьевич Житецкий (1900), позднее — Карл Фослер, М. М. Бахтин, В. Н. Волошинов, А.Марти, О. Функе.
Философия языка берет своё начало в работах Платона и Аристотеля. Впервые идея строгого логико-математического подхода к формированию философии языка была предложена в трудах[каких?] таких известных ученых-философов XVII века, как Лейбниц и Уилкинз, и затем получила своё дальнейшее развитие в работах Дж. Буля и Дж. Милля. Основные проблемы и понятия современной философии языка были сформулированы в трудах Г. Фреге, Дж. Мура и Б. Рассела, а также — в «Курсе общей лингвистики» Фердинанда де Соссюра.
Этапы становления философии языка:
- 80-е гг. XIX века — 30-е гг. XX века. Борьба с неогегельянством, обоснование философско-лингвистических методов анализа. Идея Л. Витгенштейна, развивавшего теории Б. Рассела, Дж. Мура, Г. Фреге и других авторов, о том, что философия — это процедура «логического прояснения мыслей», устранение псевдопроблемных ситуаций из процесса познания. Зарождение концепций логического позитивизма в Венском кружке (М. Шлик, О. Нейрат, Р. Карнап, Г. Хан, Ф. Вайсман, К. Гёдель, Г. Фейгль, а также сотрудничавшие с ними Х. Райхенбах, Ф. Франк, А. Айер и др.), занимавшемся проблемами логического анализа науки. Попытки свести теоретические положения к некоторым базовым предложениям, эмпирическим по содержанию.
- Начиная с конца 30-х гг. XX в. по 60-е гг. — поворот от логических моделей философско-лингвистического исследования к анализу повседневных языков («поздний» Л. Витгенштейн, Дж. Остин). Возникновение концепции «языковых игр» как правил, складывающихся в процессе человеческой деятельности и выражающих принципы жизни человека в целом. Развитие теории речевых актов Г. Райла, П. Стросона и других, которые полагали, что сама логика и структура языка базируются на некоторых культурологических предпосылках. Одно из важных мест в этот период занимает теория значения и референции (анализа онтологических, научных, этических, религиозных утверждений), которую разрабатывали С. Крипке, Д. Каплан, Х. Патнэм и другие и смысл которой заключен в том, что язык зависит от внешних, социальных феноменов, противостоящих внутренним явлениям (таким как мышление)
- В период 70-х — 90-х гг. XX в. философия языка становится во многом психологически ориентированным знанием (работы Я. Хинтикки, Дж. Сёрла, Д. Даннета и др.). На первое место выходят философские проблемы сознания и философия психологии.

## Центральные проблемы
- Основоположники и разработчики отдельных разделов
  - Готлоб Фреге, Фрэнк Пламптон Рамсей, Бертран Рассел, Сол Крипке, Ричард Монтегю — философы языка аналитической традиции, лежащей в области логического анализа
  - Людвиг Витгенштейн — создатель афоризма «смысл это использование»[источник не указан 332 дня]
  - Питер Фредерик Стросон — инициатор создания дескриптивной метафизики.
  - Эрнст Кассирер — теория языка как часть более общей теории символических форм
  - Фердинанд де Соссюр — основатель структурной лингвистики
  - Ноам Хомский и Джерри Фодор — синтаксический, вычислительный и знание-ориентированный подходы
  - Михаил Бахтин, Морис Бланшо, Поль де Ман, Джордж Стайнер — литераторы-теоретики, работы которых носили философский характер
  - Кит Доннеллан, Юрген Хабермас, Джон Лэнгшо Остин, Г. П. Грайс, Джон Сёрл — теоретики, ориентированные на проблемы применения языка
  - Мишель Фуко, Жак Деррида — авторы, осмыслявшие проблемы языка в рамках постструктурализма
  - Элен Сиксу, Юлия Кристева, Джудит Батлер — исследователи языка — феминистки
  - Валентин Волошинов, Росси-Ланди — теоретики языка — марксисты
  - Дональд Дэвидсон, Майкл Даммит — разработчики теории значения

- Основные направления исследований
  - референция — представление, согласно которому значением или компонентом значения языкового выражения является тот предмет (или положение дел), на который это выражение указывает
  - смысл — идеальное содержание, идея, сущность, предназначение, конечная цель (ценность) языковых средств выражения и языка в целом
  - понимание — способность проникать в смысл частей языка и его целостной организации
  - интерпретация (от лат. interpretatio посредничество) — истолкование, разъяснение смысла (от этого отличают эстетическое измерение понятия «интерпретация» как творческого раскрытия какого-либо художественного произведения, определяющегося идейно-художественным замыслом и индивидуальными особенностями артиста)
  - функции языка — раскрытие зависимостей языка от других явлений (мышления, культуры и др.) и внутренние закономерные характеристики связности отдельных языковых единиц: слов, предложений, текстов (в данном случае понятие «функция» получает сугубо философскую интерпретацию, в рамках которой подразумевается наличие некоторого явления, зависящего от другого и изменяющегося по мере изменения такого явления; от этого отличается математическое понимание функции как закона, по которому каждому значению переменной величины (аргумента) ставится в соответствие некоторая определенная величина и (или) сама эта величина, а также биологическое значение функции как работы, производимой органом или организмом и социологическое значение, совпадающее с ролью какого-либо явления в рамках общественной жизни, либо обязанностью, кругом деятельности отдельных людей и социума в целом)
  - коммуникация — (от лат. communicatio) — акт общения, связь между двумя или более индивидами, основанные на взаимопонимании; сообщение информации одним лицом другому или ряду лиц; от этого отличают географическое понимание понятия «коммуникация» как формы связывания отдаленных районов при помощи технических средств (почтовое сообщение, телеграф, телефон и др.)
  - перевод — основания, методы и смысл истолкования слов, предложений и текстов одного языка в эквивалентных единицах другого языка
  - соотношение истины, мысли и практики как сложного процесса, в рамках которого адекватное отображение в сознании воспринимающего всего существующего независимо от сознания (то есть объективно) сопоставляется с элементарными актами мышления и непосредственной деятельностью людей, в ходе которой люди преобразуют материальный мир и общество
  - семантика
  - теория значения

- Общие вопросы
  - Каким образом предложения оказываются единым целым, и каков смысл отдельных частей предложений?
  - Что является природой смысла? Что такое смысл?
  - Что мы делаем с языком? Как мы используем его в социальной жизни? В чём цель языка?
  - Как язык соотносится с сознанием (как говорящего, так и интерпретирующего)?
  - Как язык соотносится с миром?

- Эволюция проблематики
  - Важнейшие проблемы философии языка «раннего» периода
    - разграничение философско-лингвистического исследования структур мысли и психологического процесса мышления;
    - проведение границ между смыслом и значением языковых средств выражения (проблема смысла как такового);
    - идея значения как функции предложения;
    - вопрос о статусе повествовательного предложения.

  - Проблемы «поздней» философии языка
    - генезис языка из повседневных способов общения;
    - принципы и структура речевых актов (социокультурные предпосылки языка);
    - языковая природа сознания и вопросы возможности создания искусственного интеллекта.

- Специальные разделы
  - синтаксис
  - прагматика
  - риторика
  - символическое взаимодействие
  - условия истинности

## Термины
- Компоненты речи
  - идея
  - знак и фонема
  - интенциональность
  - речевой акт
  - говорящий («кодировщик») и интерпретатор («раскодировщик»)
  - тон
  - лингвистический контекст
  - лингвистическое сообщество

- Существенные аспекты смысла
  - понятие (в том числе, пустое понятие[англ.])
  - категория
  - множество
  - класс
  - тип и токен
  - род и вид
  - коннотация и денотация (интенция и экстенция)
  - утверждение и пропозиция
  - субъект и предикат
  - синоним и антоним

- Вопросы референции
  - сущность
  - свойство
  - отношение
  - дейксис

- Лингвистические явления
  - Demonstratives и Indexicals
  - Descriptions, особенно Definite descriptions
  - Имя собственное
  - предложение (Commandative, индикатив и перформатив)

### Основные источники
- Бахтин, М. М. Эстетика словесного творчества. — Москва, 1979.
- Барт, Р. Семиотика. Поэтика // Избранные работы. — Москва, 1989.
- Витгенштейн, Л. Философские работы. — Москва, 1994.
- Гадамер, Х. Г. Истина и метод. — Москва, 1988.
- Гумбольдт, В. Избранные труды по языкознанию. — Москва, 1984.
- Дэвидсон, Д. Истина и значение // Новое в зарубежной лингвистике. — Москва, 1986.
- Делез, Ж. Логика смысла. — Москва, 1995.
- Куайн, У. В. О. Слово и объект // Новое в зарубежной лингвистике. — Москва, 1986.
- Лакан, Ж. Функция и поле речи языка в психоанализе. — Москва, 1995.
- Лотман, Ю. М. Ю. М. Лотман и тартуско-московская семиотическая школа // Лекции по структуральной поэтике. — Москва, 1994.
- Рикер, П. Конфликт интерпретаций. — Москва, 1995.
- Сепир, Э. Избранные труды по языкознанию и культурологии. — Москва, 1993.
- Хайдеггер, М. Язык. — Санкт-Петербург, 1991.
- Фреге, Г. Мысль // Логика. Философия. Язык.. — Москва, 1987.
- Фуко, М. Что такое автор? Порядок дискурса // Воля к знанию. — Москва, 1997.

### Комментаторская литература
- Бородай С. Ю. Языки славянских культур // Язык и познание: введение в пострелятивизм. — Москва: ООО Садра, 2020. — 800 с.
- Бородай С. Ю. Язык и познание: пострелятивистская исследовательская программа // Вопросы языкознания. — 2019. — С. 106—136.
- Безлепкин, Н. И. Немецкий идеализм и русская философия языка.
- Домбровский, Б. Т. Львовско-варшавская философская школа (1895—1939) // Философия языка.
- Куликов, С. Б. Методологические возможности парадоксальных суждений // Тр. всерос. филос. семинара молодых ученых им. П. В. Копнина (сессия 1). — Томск, 2002. — С. 155—158.
- Куликов, С. Б., Колпакова, Л. В. К вопросу о значении языка в философском анализе науки // Мат-лы Международной конф. «Интеграционные процессы и проблемы междисциплинарного взаимодействия в современной науке» (16-17 ноября 2006 г.). — 2006. — С. 21—31.
- Лебедев, М. В. Философия языка на фоне развития философии. — 2013.
- Марков Б. В. Философия языка: Программа курса. — 1989.
- Потебня, А. А. Слово и миф. — Москва, 1989.
- Реале, Дж., Антисери, Д. Глава двадцать седьмая. Философия языка // Западная философия от истоков до наших дней. — Т. 4.
- Соболева, М. Е. Онтологические позиции внутри философии языка: Три взгляда на проблему // Рабочие тетради по компаративистике. Гуманитарные науки, философия и компаративистика. — Санкт-Петербург, 2003. — С. 87—92.
- Топоров, В. Н. Миф. Образ. Ритуал. Символ. — Москва, 1995.
- Арутюнова Н. Д. Лингвистическая философия // Лингвистический энциклопедический словарь. — М.: СЭ, 1990.
- Чесноков В. П. Философские проблемы языкознания // Лингвистический энциклопедический словарь. — М.: СЭ, 1990.